# Мария Селена
Мария Селена Nurcahya (родилась 24 сентября,  1990 года) в Палембанг, Южная Суматра — индонезийская модель и победительница конкурса красоты Мисс Индонезия 2011 и представляла свою страну на конкурсе Мисс Вселенная 2012. Она представляла провинцию Центральная Ява на конкурсе Мисс Индонезия 2011. Она вошла в Top 10 на конкурсе Мисс Вселенная в номинации Лучший Национальный Костюм. После участия в конкурсах красоты она вошла в Национальную Женскую Баскетбольную Лигу Индонезии в качестве игрока. Мария Селена дебютировала в «WNBL Indonesia» вместе с Сурабая Февер, которая играла в «Merah Putih Predators Jakarta» во втором сезоне. Окончила бизнес-факультет университета «Bandung Institute of Technology». Недавно Мария Селена начала работу с «Persatuan Bola Basket Indonesia» и «INASGOC» занимающимися подготовкой Азиатских игр 2018. Она известна как актриса и телеведущая.

## Мисс Индонезия 2011
Селена, рост которой составляет 1.77, представляла на конкурсе провинцию Центральная Ява. Селена победила 37 соперниц из 33 провинций борящихся за титул. Она стала второй представительницей провинции Центральная Ява победившей в национальном конкурсе. Первой была Агни Пратишта в 2006.

## Мисс Вселенная 2012
Победив в конкурсе Мисс Индонезия 2011, Селена представляла страну Индонезия на конкурсе Мисс Вселенная 2012.